# Rosario Gisana
Rosario Gisana (Modica, província de Ragusa, Itália, 14 de abril de 1959) é bispo da Piazza Armerina.
Rosario Gisana entrou no seminário de meninos de Noto em 1970, estudou no Almo Collegio Capranica em Roma desde 1980 e foi ordenado sacerdote em 4 de outubro de 1986 para a diocese de Noto. Em 1988 tornou-se diretor do conselho pastoral juvenil antes de se tornar reitor do seminário de Noto em 1990, onde permaneceu até 2009. Depois de um breve período na paróquia romana de San Gregorio Barbarigo, Gisana retornou a Noto em 2010 e tornou-se Vigária Episcopal para a Pastoral.
Em 27 de fevereiro de 2014, o Papa Francisco o nomeou Bispo da Piazza Armerina. O Bispo de Noto, Antonio Staglianò, o consagrou em 5 de abril do mesmo ano; Os co-consagradores foram o Arcebispo de Monreale, Michele Pennisi, e o Regente Emérito da Prefeitura da Casa Pontifícia, Bispo da Cúria Paolo De Nicolò.